# Independent (revistă)
Independent este o revistă de week-end din România, cu apariție săptămânală. A fost lansată de jurnalistul Horia Alexandrescu în noiembrie 2005.
Aceasta după ce tot Horia Alexandrescu a lansat, pe 26 martie 2001, cotidianul național Independent.
În vara anului 2010 a fost lansat suplimentul lunar al săptămânalului Independent - Glob Express.